# Квадратна функција
У алгебри, квадратна функција, квадратни полином или полином другог степена је полиномска функција са једном или више променљивих у којима је члан са највећим степеном другог степена. На пример, квадратна функција са три променљиве {\displaystyle x,y,z}, садржи искључиво чланове {\displaystyle x^{2},y^{2},z^{2},xy,xz,yz,x,y,z}, и константу:
{\displaystyle f(x,y,z)=ax^{2}+by^{2}+cz^{2}+dxy+exz+fyz+gx+hy+iz+j,}
где најмање један од коефицијената {\displaystyle a,b,c,d,e} или {\displaystyle f} мора бити различит од нуле.
Униваријантна квадратна функција (квадратна функција са једном променљивом) има облик
{\displaystyle f(x)=ax^{2}+bx+c,\quad a\neq 0}
са једном променљивом {\displaystyle x}. Граф униваријантне функције је парабола чија је оса симетрије паралелна са y-осом, као што је приказано на слици десно.
Ако је квадратна функција једнака нули, резултат је квадратна једначина. Решења униваријантне једначине називају се коренима униваријантне функције.
Биваријантни случај у смислу променљивих {\displaystyle x} и {\displaystyle y} има облик:
{\displaystyle f(x,y)=ax^{2}+by^{2}+cxy+dx+ey+f\,\!}
са најмање једним од коефицијената {\displaystyle a,b} или {\displaystyle c} који је различит од нуле, а једначина која настаје када се ова функција изједначи са нулом доводи до конусног пресека (круг или друга елипса, парабола или хипербола).
У принципу, може постојати произвољно велики број променљивих, у ком случају се резултирајућа површина назива квадриком, али члан највишег степена мора бити другог степена, као што су {\displaystyle x^{2}}, {\displaystyle xy}, {\displaystyle yz}, итд.